# Валай (посёлок)
Валай — посёлок в Чердынском районе Пермского края. Входит в состав Ныробского городского поселения.

## История
Населённый пункт возник в 1940 году. Название получил по рекам Большой Валай и Малый Валай (левым притокам Берёзовой). В 1957 году здесь был создан Валайский леспромхоз. Посёлок был центром Валайского сельского совета (с 16 декабря 1966 до января 2006 года) и центром Валайского сельского поселения (до июня 2015 года).

## Географическое положение
Расположен на Берёзовой реке, примерно в 52 км к северо-востоку от центра поселения, посёлка Ныроб, и в 100 км к северо-востоку от районного центра, города Чердынь. В 13 км к востоку от посёлка на левом берегу реки имеется скальное обнажение Еран, ландшафтный памятник природы регионального значения.

## Население
| 2010 |
| ---- |
| 1093 |

## Улицы[3]
- Дорожная ул.
- Заречная ул.
- Советская ул.
- Уждавиниса ул.
- Черёмушки ул.

## Топографические карты
- Лист карты P-40-115,116 Валай. Масштаб: 1 : 100 000. Состояние местности на 1982 год. Издание 1988 г.